# Charles T. Canady

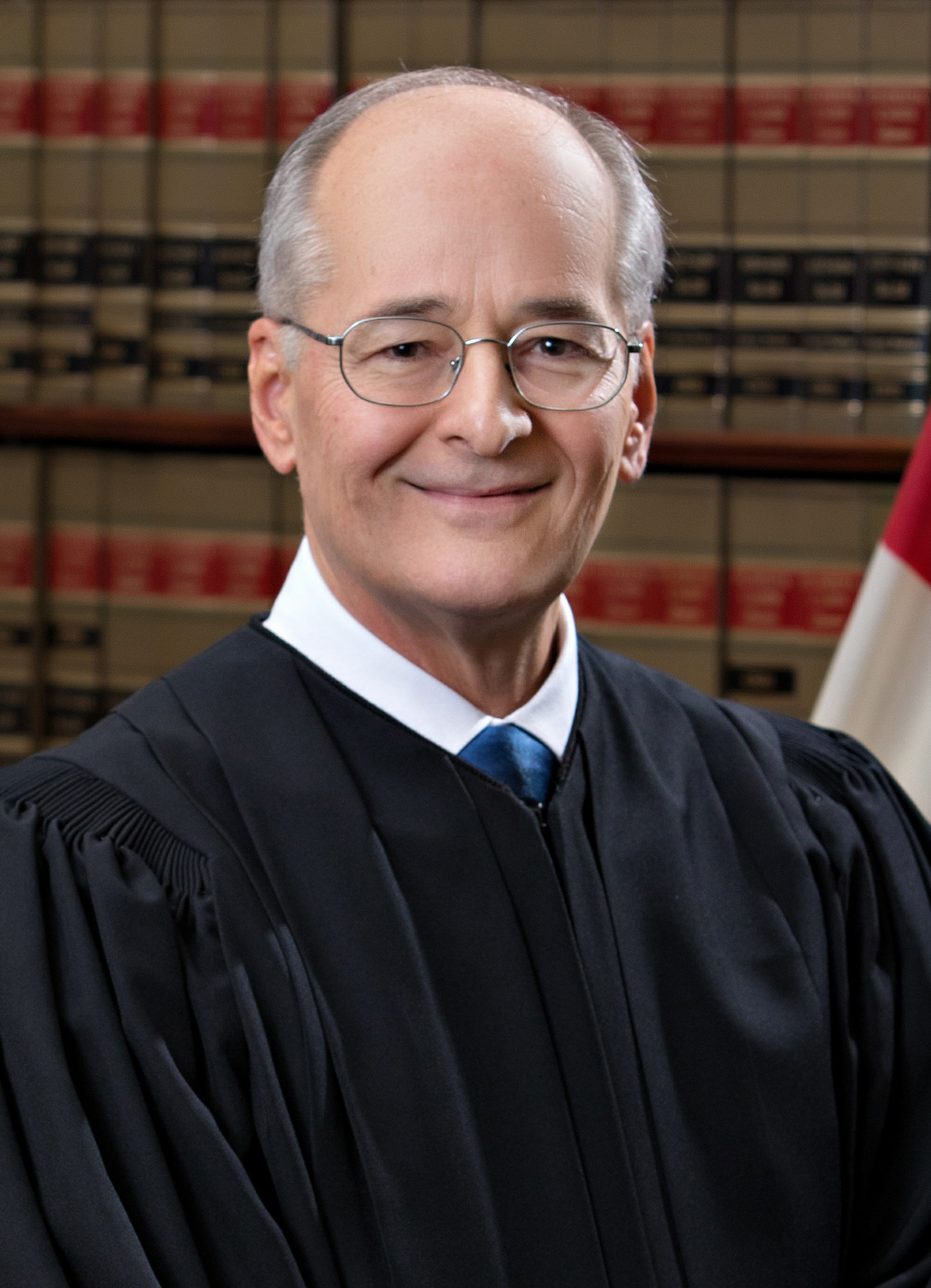
Charles T. Canady

Charles Terrance Canady (* 22. Juni 1954 in Lakeland, Florida) ist ein US-amerikanischer Jurist und Politiker. Zwischen 1993 und 2001 vertrat er den Bundesstaat Florida im US-Repräsentantenhaus.

## Werdegang
Charles Canady besuchte bis 1976 das Haverford College. Nach einem anschließenden Jurastudium an der Yale Law School und seiner im Jahr 1979 erfolgten Zulassung als Rechtsanwalt begann er in Lakeland in seinem neuen Beruf zu arbeiten. In den Jahren 1983 und 1984 war er Berater der regionalen Planungskommission für den mittleren Teil des Staates Florida. Politisch war Canady zunächst Mitglied der Demokratischen Partei. Ende 1986 wechselte er zu den Republikanern. Von 1984 bis 1990 saß er als Abgeordneter im Repräsentantenhaus von Florida. Im Jahr 1990 kandidierte er erfolglos für den Staatssenat.
Bei den Kongresswahlen des Jahres 1992 wurde Canady im zwölften Wahlbezirk von Florida in das US-Repräsentantenhaus in Washington, D.C. gewählt, wo er am 3. Januar 1993 die Nachfolge von Tom Lewis antrat. Nach drei Wiederwahlen konnte er bis zum 3. Januar 2001 vier Legislaturperioden im Kongress absolvieren. Im Jahr 1998 gehörte er zu den Abgeordneten, die mit der Durchführung des gescheiterten Amtsenthebungsverfahrens gegen Präsident Bill Clinton beauftragt waren. Im Jahr 2000 verzichtete Charles Canady auf eine erneute Kandidatur.
Nach seinem Ausscheiden aus dem US-Repräsentantenhaus war Canady zunächst Berater von Gouverneur Jeb Bush. Seit 2002 amtierte er als Richter am Berufungsgericht im zweiten Gerichtsbezirk seines Staates. Im Jahr 2008 wurde Charles Canady als Richter an den Supreme Court of Florida berufen; seit Juli 2010 führt er als Chief Justice dessen Vorsitz.